# Няня (фильм, 2017)
«Няня» (англ. The Babysitter) — американский комедийный фильм ужасов 2017 года режиссёра Макджи. Премьера фильма состоялась на Netflix 13 октября 2017 года.

## Сюжет фильма
Родители двенадцатилетнего Коула уезжают и оставляют его с няней Би. Они весело проводят время вместе, после чего Коул идёт спать. Он переписывается с соседкой Мелани и по её совету решает проверить, чем занимается Би после того, как он лёг спать. Коул видит Би с группой друзей, играющих в игру. Би целует Сэмюэля, а затем достаёт ножи и вонзает их в его череп. Остальные участники собирают его кровь, чтобы совершить демонический обряд. Коул возвращается к себе в комнату и звонит в полицию, но когда слышит, что они к нему поднимаются, притворяется спящим. Участники культа берут у него кровь из вены, после чего покидают комнату. Коул собирается сбежать через окно, но падает в обморок.
Когда Коул приходит в себя, они его допрашивают. В это время приезжает полиция, Макс вонзает кочергу одному из них в глаз, но полицейский успевает ранить Эллисон в грудь. Би и Макс убивают второго полицейского. Коул бежит на второй этаж, Джон гонится за ним, но падает с лестницы, натыкается, разломав стол, горлом на острый предмет и умирает. Коул прячется в подвале, но Соня находит его. Ему удаётся запереть её там и подорвать при помощи фейерверка и спрея. Макс замечает Коула, и после погони они оказываются на дереве. Когда Макс пытается схватить Коула, они падают, и Макс по случайности оказывается повешенным.
Коул убегает к дому Мелани, но Би следует за ним. Они прячутся в комнате, Коул просит у неё прощения за то, что втянул её в это. Он обещает исправить ситуацию и просит её вызвать полицию. Коул возвращается в дом и находит там Эллисон, которая пытается убить его при помощи кухонного ножа. В это время Би стреляет насмерть в голову Эллисон из ружья. Би объясняет Коулу, что она заключила сделку с Дьяволом и теперь должна приносить в жертву невинных людей и проливать их кровь на книгу. Она хочет, чтобы Коул поучаствовал в её культе, но он отказывается и поджигает книгу. Пока Би пытается спасти книгу от огня, он заводит машину отца Мелани и въезжает в дом, попутно сбивая её.
В сцене после титров пожарные разгребают обломки дома, один из пожарных подходит к тому месту, где должна была лежать Би, но её уже не оказывается там. Пожарный поворачивается и на него с криками набрасывается Би, тут экран гаснет…

## В ролях
| Актёр                 | Роль                  |
| --------------------- | --------------------- |
| Джуда Льюис           | Коул                  |
| Самара Уивинг         | Би                    |
| Эмили Алин Линд       | Мелани                |
| Робби Амелл           | Макс                  |
| Белла Торн            | Эллисон               |
| Эндрю Бэчелор         | Джон                  |
| Хана Мэй Ли           | Соня                  |
| Кен Марино            | Арчи отец Коула       |
| Лесли Бибб            | Филисс мать Коула     |
| Даг Хейли             | Самуэль жертва культа |
| Майлз Дж. Харви       | Джереми сосед Коула   |
| Сэмюэл Гилберт        | Ромео друг Джереми    |
| Захари Александр Райс | Луис друг Джереми     |
| Крис Уайлд            | Хуан отец Мелани      |

## Критика
Фильм получил смешанные оценки кинокритиков. На сайте Rotten Tomatoes фильм имеет рейтинг 72 % на основе 18 рецензий критиков со средней оценкой 5,5 из 10.
Уильям Биббиани из IGN присудил фильму 4.8 балла из 10, сказав, что «„Няня“ на самом деле, не работает ни как фильм ужасов, ни как комедия».
Блейк Гобл из «Consequence of Sound» снял фильм, в котором говорилось: «Гиперреференциальная комедия с элементами слэшера терпит неудачу, как фильм ужасов». Кроме того, он назвал фильм «отвратительным» и заключил: «Всё, что я могу сказать — держитесь подальше от няни».
Феликс Васкес-младший из Cinema Crazed похвалил «сильное выступление всего актерского состава» и назвал фильм «великой комедией ужасов с по-настоящему трогательной историей о взрослении, спрятанной под ведрами крови и сатанизма».
Мэтт Донато из Dread Central поставил 4 балла из 5 и написал: «Веселая и ужасная оккультная комедия МакДжи повышает ценность Самары Уивинг в семьдесят миллиардов раз, превращая ее в девушку нового жанра за одну ночь».

## Производство
24 ноября 2014 года было объявлено, что сценарий фильма Брайана Даффилда «Няня» был куплен компанией «McG’s Wonderland Sound and Vision», а Макджи и Мэри Виола продюсировали фильм. Исполнительным продюсером фильма выступил Стивен Белло. В декабре 2014 года сценарий был включён в чёрный список 2014 года анонсированных, но не воспроизведённых сценариев Голливуда.
10 сентября 2015 года Макджи был назначен режиссёром фильма для New Line Cinema, в то время как Wonderland финансировал картину совместно с Boies / Schiller Film Group. Основные съёмки начались 27 октября 2015 года в Лос-Анджелесе.

## Продолжение
В сентябре 2019 года было объявлено о том, что Джуда Льюис, Самара Уивинг, Хана Мэй Ли, Робби Амелл, Белла Торн, Эмили Элин Линд, Эндрю Бэчелор, Лесли Бибб и Кен Марино вернутся к своим ролям из первого фильма в продолжении, которое будет снимать Макджи по сценарию Дэна Лагана при софинансировании и продюсировании со стороны компаний Wonderland Sound and Vision и Boies/Schiller Film Group.